# Paul Gide
Paul Gide , 1832–1880) - francia jogász és történész, a Római jog professzora a Párizs. A francia író André Gide apja, a közgazdász Charles Gide testvére.
Paul Gide az olasz Gideau-k leszármazottja volt, akik még a 16. században költöztek Piemontból Provenceba, majd felvették a kálvinizmust.
1870-ben a párizsi egyetemen a római jog tanára lett, Demangeot, híres római jogtanár helyét foglalta el. Első műve: Étude sur la condition privée de la femme dans le droit ancien et moderne (2. kiadás, Párizs, 1885) egy átfogó tanulmány volt a nők helyzetéről az ókori és az új világ kulturális viszonyai között, amelyet azzal a céllal írt, hogy megtalálja a női nem társadalmi korlátozásának forrását. Az összehasonlító módszer gondos és ügyes alkalmazása, valamint a tisztán tudományos oldalról a jogi  dogmatika finom elemzése  jellemzi ezt a művet; a nők jogi helyzetének felvilágosult és humánus szemlélete pedig a közvélemény szempontjából keltette fel az érdeklődést. Gide további művei közül meg kell említeni: Étude sur la novation et le transport des créances en droit romain (1879) és La condition de l'enfant naturel et de la concubine dans la législation romaine.
Gide érdemei jogászprofesszorként is jelentősek voltak. Kiterjedten alkalmazta a római jog tanulmányozásának történeti módszerét,  közelebb hozva a merev jogi szabályokat azokhoz a társadalmi viszonyokhoz, amelyek kifejezésére szolgáltak; azt is igyekezett megmutatni, „hogyan és miért alakultak át az intézmények, és hogyan változtatták meg apránként jogi természetüket” (tanítványa, J. Esmein recenziója). Paul Gide a még az Étude sur la législation dans le nouveau royaume d'Italie (1866), a Caractère de la dot en droit romain és másokat.

## Fontosabb művei
- Étude sur la législation dans le nouveau royaume d'Italie  (Tanulmány az új olasz királyság jogalkotásáról) ,1866
- Caractère de la dot en droit romain (A hozomány jellege a római jogban)
- Étude sur la législation dans le nouveau royaume d'Italie
- Étude sur la condition privée de lafemme dans le droit ancien et moderne et en particulier surle sénatus-consulte Velléien (A nők joga. Tanulmány a nő magánjogi helyzetéről a régi és új korban), 1867
- Étude sur la novation et le transport des créances en droit romain (1879)
- La condition de l'enfant naturel et de la concubine dans la législation romaine. (A természetes gyermek és az ágyas helyzete a római jogban.)

## Magyar nyelvű fordítások
- A nők joga. Tanulmány a nő magánjogi helyzetéről a régi és új korban;  ford. Tóth Lőrinc; Akadémia, Bp., 1886 (A Magyar Tudományos Akadémia Könyvkiadó Vállalata-sorozat)

## Fordítás
Ez a szócikk részben vagy egészben  a(z)   Жид, Поль című orosz Wikipédia-szócikk ezen változatának fordításán alapul.  Az eredeti cikk szerkesztőit annak laptörténete sorolja fel. Ez a jelzés csupán a megfogalmazás eredetét és a szerzői jogokat jelzi, nem szolgál a cikkben szereplő információk forrásmegjelöléseként.